# Oxylamia vagemarmorata
Oxylamia vagemarmorata är en skalbaggsart som beskrevs av Stefan von Breuning 1974. Oxylamia vagemarmorata ingår i släktet Oxylamia och familjen långhorningar. Inga underarter finns listade i Catalogue of Life.